# Biserica Catolică Caldee
Biserica Catolică Caldeeană (în siriacă ܥܕܬܐ ܟܠܕܝܬܐ ܩܬܘܠܝܩܝܬܐ, ʿīdtha kaldetha qāthuliqetha, în arabă الكنيسة الكلدانية, al-Kanīsa al-kaldāniyya) este o biserică catolică de rit oriental, cu sediul la Bagdad. Catedrala patriarhală a acestei biserici este Catedrala Maica Îndurerată din Bagdad⁠(en)[traduceți], Irak. În  anul 2010 număra aproximativ 500.000 de credincioși, din care peste 63% locuitori în Orientul Mijlociu.

## Galerie de imagini

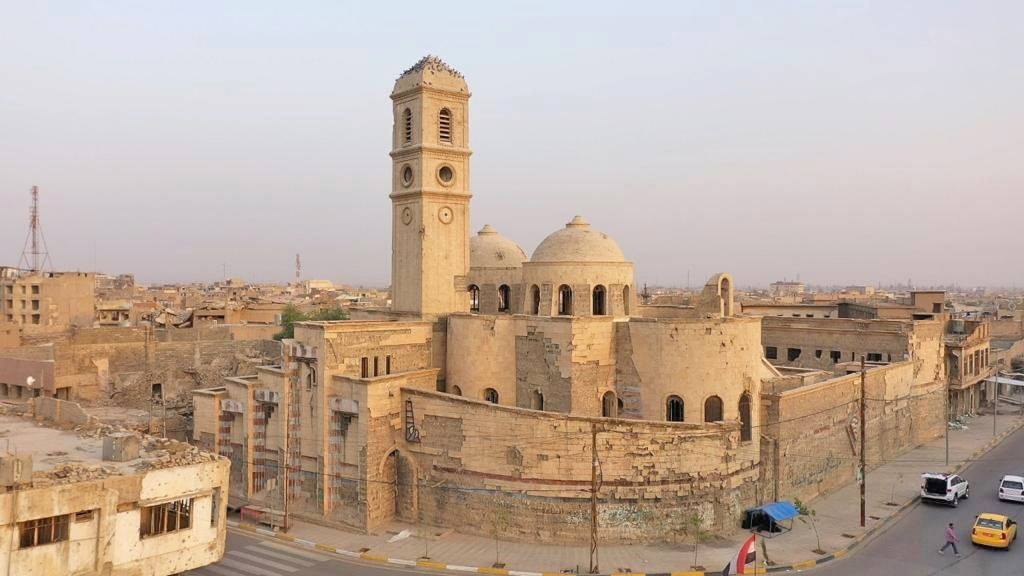
Biserica Mart Meskinta⁠(de)[traduceți] din Mosul (sec. al XII-lea, în paragină din anul 2014)